# Duran Duran (album, 1981)
A Duran Duran a Duran Duran new wave együttes első nagylemeze. 1981. június 15-én jelent meg az EMI kiadásában.
Az album harmadik lett a UK Albums Charton és 118 hétig volt az első száz pozíció egyikén és 1982-re ért el platinalemez státuszt. Az első kiadás Amerikában sikertelen volt, majd az együttes második albumának, a Rionak (1982) sikerei után újra megjelentették és 10. helyet ért el a Billboard 200-on, 87 hetet eltöltve a slágerlistán. A Duran Duran a RIAA-tól is platina minősítést kapott, 1985-ben.

## Munkálatok
Az együttest több zenei stílus és előadó is befolyásolta, többek közt David Bowie, a Roxy Music, a Japan, Giorgio Moroder és a Chic.
Az albumot 1980 decembere és 1981 januárja között vették fel Londonban Colin Thurston producerrel, miután aláírtak az EMI-hez. Az együttes elmondta, hogy nehezükre esett folytatni a munkálatokat, miután hallottak John Lennon meggyilkolásáról, december 8-án.
Az albumborítót Malcolm Garett tervezete, a fényképész pedig Fin Costello volt.

## Kislemezek
Az együttes karrierjének első kislemeze a Planet Earth volt, 1981. február 2-án és 12. helyet ért el a Brit kislemezlistán.
Az együttes második kislemeze a Careless Memories volt, amely 1981. április 20-án jelent meg és csak a 37. helyet érte el a Brit kislemezlistán.
A harmadik kislemez a Girls on Film volt, mind közül a legsikeresebb. 1981. július 13-án jelent meg és 5. helyig jutott a Brit kislemezlistán. A videóklip augusztusban lett felvéve, Godley & Creme rendezésében, két héttel azután, hogy az MTV elindult az Egyesült Államokban. Ekkor még nem lehetett tudni, hogy a csatornának mekkora befolyása lesz a zeneiparra Az eredeti klipben szerepelt egy félmeztelen nő, amely nagy felháborodást keltett, ezért egy szerkesztett változatot is megjelentettek (az eredeti verziót gyakran leadták a Playboy Channelön). Az együttes kihasználta a kisebb botrányt, ami sikert hozott a dalnak.

## Számlista

### Eredeti kiadás (1981)
Az összes dal szerzője a Duran Duran. 
|    | Cím               | Hossz |
| -- | ----------------- | ----- |
| 1. | Girls on Film     | 3:32  |
| 2. | Planet Earth      | 3:57  |
| 3. | Anyone Out There  | 4:03  |
| 4. | To the Shore      | 3:50  |
| 5. | Careless Memories | 3:56  |
| 6. | Night Boat        | 5:26  |
| 7. | Sound of Thunder  | 4:07  |
| 8. | Friends of Mine   | 5:46  |
| 9. | Tel Aviv          | 5:22  |

### Harvest kiadás (US - 1981)
|    | Cím                          | Hossz |
| -- | ---------------------------- | ----- |
| 1. | Planet Earth (Night Version) | 6:20  |
| 2. | Girls on Film                | 3:32  |
| 3. | Is There Anyone Out There    | 4:02  |
| 4. | Careless Memories            | 3:55  |
| 5. | (Waiting for the) Night Boat | 5:24  |
| 6. | Sound of Thunder             | 4:07  |
| 7. | Friends of Mine              | 5:43  |
| 8. | Tel Aviv                     | 5:20  |

### Capitol újrakiadás (US - 1983)
|    | Cím                               | Hossz |
| -- | --------------------------------- | ----- |
| 1. | Girls on Film                     | 3:32  |
| 2. | Planet Earth                      | 4:03  |
| 3. | Is There Anyone Out There         | 4:02  |
| 4. | Careless Memories                 | 3:55  |
| 5. | Is There Something I Should Know? | 4:07  |
| 6. | (Waiting for the) Night Boat      | 5:24  |
| 7. | Sound of Thunder                  | 4:07  |
| 8. | Friends of Mine                   | 5:43  |
| 9. | Tel Aviv                          | 5:20  |

| 10. | To the Shore | 3:51 |

| 1. | Girls on Film     | 3:36 |
| 2. | Planet Earth      | 4:03 |
| 3. | Anyone Out There  | 4:05 |
| 4. | To the Shore      | 3:50 |
| 5. | Careless Memories | 3:55 |
| 6. | Night Boat        | 5:25 |
| 7. | Sound of Thunder  | 4:07 |
| 8. | Friends of Mine   | 5:45 |
| 9. | Tel Aviv          | 5:17 |

| 1.  | Girls on Film                                       | 3:32 |
| 2.  | Planet Earth                                        | 4:03 |
| 3.  | Anyone Out There                                    | 4:02 |
| 4.  | To the Shore                                        | 3:51 |
| 5.  | Careless Memories                                   | 3:55 |
| 6.  | Night Boat                                          | 5:24 |
| 7.  | Sound of Thunder                                    | 4:07 |
| 8.  | Friends of Mine                                     | 5:43 |
| 9.  | Tel Aviv                                            | 5:20 |
| 10. | Late Bar                                            | 2:57 |
| 11. | Khanada                                             | 3:28 |
| 12. | Fame                                                | 3:18 |
| 13. | Faster Than Light                                   | 4:30 |
| 14. | Girls on Film (Air Studio Version)                  | 4:00 |
| 15. | Tel Aviv (Air Studio Version)                       | 6:03 |
| 16. | Anyone Out There (Manchester Square Demo Version)   | 4:11 |
| 17. | Planet Earth (Manchester Square Demo Version)       | 5:03 |
| 18. | Friends of Mine (Manchester Square Demo Version)    | 5:53 |
| 19. | Late Bar (Manchester Square Demo Version)           | 3:05 |
| 20. | Night Boat (BBC Radio 1 Peter Powell Session)       | 5:12 |
| 21. | Girls on Film (BBC Radio 1 Peter Powell Session)    | 3:38 |
| 22. | Anyone Out There (BBC Radio 1 Peter Powell Session) | 3:54 |
| 23. | Like an Angel (BBC Radio 1 Peter Powell Session)    | 4:53 |
| 24. | Planet Earth (Night Version)                        | 6:17 |
| 25. | Girls on Film (Extended Night Version)              | 5:46 |
| 26. | Planet Earth (Night Mix)                            | 7:00 |
| 27. | Girls on Film (Night Mix)                           | 5:42 |

| 1.  | Planet Earth (Club Version)             |  |
| 2.  | Planet Earth                            |  |
| 3.  | Careless Memories                       |  |
| 4.  | Girls on Film (Long Uncensored Version) |  |
| 5.  | Girls on Film (Short Censored Version)  |  |
| 6.  | Night Boat                              |  |
| 7.  | A Day in the Life                       |  |
| 8.  | Planet Earth (05 March 1981)            |  |
| 9.  | Careless Memories (21 May 1981)         |  |
| 10. | Girls on Film (30 July 1981)            |  |
| 11. | Night Boat                              |  |
| 12. | Anyone Out There                        |  |
| 13. | Girls on Film                           |  |
| 14. | Friends of Mine                         |  |
| 15. | Girls on Film                           |  |

| 1. | Girls on Film     | 3:39 |
| 2. | Planet Earth      | 3:57 |
| 3. | Anyone Out There  | 4:02 |
| 4. | To the Shore      | 3:47 |
| 5. | Careless Memories | 4:08 |
| 6. | Night Boat        | 5:25 |
| 7. | Sound of Thunder  | 4:06 |
| 8. | Friends of Mine   | 5:40 |
| 9. | Tel Aviv          | 5:16 |

| 1. | Planet Earth (Night Version)           | 6:20 |
| 2. | Girls on Film (Extended Night Version) | 5:43 |
| 3. | Planet Earth (Night Mix)               | 6:58 |
| 4. | Girls on Film (Night Mix)              | 5:41 |

| 1.  | Anyone Out There            | 4:16 |
| 2.  | Planet Earth                | 4:50 |
| 3.  | To the Shore                | 3:56 |
| 4.  | Late Bar                    | 3:08 |
| 5.  | Last Chance on the Stairway | 4:53 |
| 6.  | Khanada                     | 4:37 |
| 7.  | Night Boat                  | 5:26 |
| 8.  | Sound of Thunder            | 4:12 |
| 9.  | Faster Than Light           | 5:10 |
| 10. | My Own Way                  | 4:06 |
| 11. | Careless Memories           | 4:49 |
| 12. | Girls on Film               | 6:08 |
| 13. | Planet Earth                | 6:53 |

## Előadók
Duran Duran
- Simon Le Bon – énekes
- Andy Taylor – gitár
- John Taylor – basszusgitár
- Roger Taylor – dobok
- Nick Rhodes – billentyűk, szintetizátor

Production
- Colin Thurston – producer, hangmérnök
- Ian Little – producer ("Is There Something I Should Know")

## Slágerlisták
| Slágerlista (1981-1983)              | Legmagasabb pozíció |
| ------------------------------------ | ------------------- |
| Ausztrál Albumok (Kent Music Report) | 9                   |
| Kanada Top Albums/CDs (RPM)          | 27                  |
| Új-Zéland-i albumok (RMNZ)           | 2                   |
| Svéd Albumok (Sverigetopplistan)     | 3                   |
| UK Albums (OCC)                      | 3                   |
| US Billboard 200                     | 10                  |

| Év   | Slágerlista                          | Legmagasabb pozíció |
| ---- | ------------------------------------ | ------------------- |
| 1982 | Ausztrál Albumok (Kent Music Report) | 16                  |
| 1982 | Új-Zéland-i albumok (RMNZ)           | 10                  |
| 1983 | US Billboard 200                     | 25                  |

## Minősítések
| Régió                    | Minősítés  | Eladott példányszám (hivatalos) |
| ------------------------ | ---------- | ------------------------------- |
| Kanada (Music Canada)    | 2× Platina | 200 000^                        |
| Új-Zéland (RMNZ)         | Platina    | 15 000^                         |
| Egyesült Királyság (BPI) | Platina    | 300 000^                        |
| Egyesült Államok (RIAA)  | Platina    | 1 000 000^                      |

## Kiadások
A Discogs adatai alapján.
| Régió              | Dátum | Formátum               | Kiadó        |
| ------------------ | ----- | ---------------------- | ------------ |
| Egyesült Királyság | 1981  | LP, Album              | EMI          |
| Egyesült Államok   | 1981  | Kazetta, Album         | Harvest      |
| Japán              | 1981  | LP, Album              | Toshiba/EMI  |
| Egyesült Államok   | 1983  | Kazetta, RE, Album     | Capitol      |
| Egyesült Államok   | 1995  | CD                     | Capitol      |
| Világszerte        | 2003  | CD, Album, RE          | Capitol, EMI |
| Világszerte        | 2010  | CD, Album, RE, LP, DVD | Capitol, EMI |
| Japán              | 2014  | CD, Album, RE          | Parlophone   |
| Európa             | 2020  | LP, Album, RE          | Parlophone   |

## Fordítás
- Ez a szócikk részben vagy egészben  a   Duran Duran (1981 album) című angol Wikipédia-szócikk fordításán alapul.  Az eredeti cikk szerkesztőit annak laptörténete sorolja fel. Ez a jelzés csupán a megfogalmazás eredetét és a szerzői jogokat jelzi, nem szolgál a cikkben szereplő információk forrásmegjelöléseként.